# Damasonium californicum
Damasonium californicum es una especie de planta perenne de la familia  Alismataceae. Se encuentra en el oeste de los Estados Unidos desde California a Idaho. 

## Descripción
Se encuentra en  los estanques, ríos, y las charcas de primavera. Es una planta de tallo duro que puede vivir sumergida en agua o construirse sobre barro o tierra húmeda. Tiene las hojas largas y estrechas con una lámina fina al final de un largo pecíolo. La inflorescencia produce una flor al final de cada uno de varios largos pedúnculos. La flor tiene tres pétalos blancos o rosados, cada uno con extremos dentados o con flecos y, a veces una mancha amarilla en la base. En el centro tiene seis cortos estambres. Los frutos se desarrollan forma de aquenios reunidos en un grupo en forma de estrella.

## Taxonomía
Damasonium californicum fue descrita por  Torr. ex Benth., y publicado en Plantas Hartwegianas imprimis Mexicanas 341. 1857.
sinonimia
- Alisma californicum (Torr.) Micheli
- Damasonium californicum var. biddlei L.F.Hend.
- Machaerocarpus californicus (Torr.) Small[2]